# 博卡拉
博卡拉（意为「湖城」），也譯作博克拉，是尼泊爾甘達基省的省會，是尼泊尔第二大城市，人口約20萬，位于尼泊爾中部，加德滿都以西198公里。博卡拉以雪山和湖泊等自然景觀成為尼泊爾著名的旅游勝地。历史上曾是西藏和印度之间重要的的贸易中转站。

## 历史
博克拉曾是西藏和印度之间重要的贸易通道，该地曾被卡斯基人统治，后来又被沙阿王朝统治，博克拉周围的大山还有中世纪的遗迹。1786年沙哈王朝将其纳入自己的版图，从那时起博克拉逐渐变成了加德满都和久姆拉，西藏和印度之间的贸易重镇。
1959年至1962年间，西藏局势动荡时期，有约3万藏民逃至尼泊尔，其中博克拉附近建立起数个难民营

## 地理
博克拉位于尼泊尔中部喜马拉雅山南坡山麓博卡拉河谷上，东距加德满都约200公里。海拔900米，基本地形为低山丘陵，河谷宽阔平坦。博克拉四面环山，安娜普纳山脉终年积雪，位于博克拉市西北的鱼尾峰（马查策莱峰）海拔6993米, 鱼尾峰附近是安纳普尔那山脉。山脉有海拔8091米的安纳普尔那1号峰,7555米的安纳普尔那3号峰和7219米的安纳普尔那南峰。

## 气候
博克拉属热带海洋性季风气候，溫暖濕潤，6月至9月，由于博克拉南方没有不可逾越的屏障来抵挡春季和季风季的雨云，因此降雨量格外丰沛。
夏季平均气温25–35 °C，冬季平均气温5–15 °C。
| 博克拉              | 博克拉   | 博克拉   | 博克拉   | 博克拉   | 博克拉    | 博克拉    | 博克拉     | 博克拉     | 博克拉    | 博克拉   | 博克拉  | 博克拉   | 博克拉       |
| 月份                | 1月      | 2月      | 3月      | 4月      | 5月       | 6月       | 7月        | 8月        | 9月       | 10月     | 11月    | 12月     | 全年         |
| ------------------- | -------- | -------- | -------- | -------- | --------- | --------- | ---------- | ---------- | --------- | -------- | ------- | -------- | ------------ |
| 平均高温 °C（°F）   | 16 (61)  | 18 (64)  | 22 (72)  | 26 (79)  | 26 (79)   | 27 (81)   | 26 (79)    | 26 (79)    | 26 (79)   | 24 (75)  | 21 (70) | 17 (63)  | 23 (73)      |
| 平均低温 °C（°F）   | 4 (39)   | 6 (43)   | 10 (50)  | 13 (55)  | 17 (63)   | 20 (68)   | 21 (70)    | 21 (70)    | 19 (66)   | 15 (59)  | 9 (48)  | 5 (41)   | 13 (56)      |
| 平均降水量 mm（）   | 18 (0.7) | 15 (0.6) | 30 (1.2) | 38 (1.5) | 102 (4.0) | 201 (7.9) | 376 (14.8) | 325 (12.8) | 188 (7.4) | 56 (2.2) | 3 (0.1) | 10 (0.4) | 1,362 (53.6) |
| 来源：zoover.co.uk/ |          |          |          |          |           |           |            |            |           |          |         |          |              |

## 交通
- 博卡拉国际机场,有飞往加德满都、卓姆索姆等地的航班。
- 巴士：长途巴士车站在机场的西北部。

## 特殊节日
在Basundhara公园内，每年4月都要举行安纳布尔纳峰节（Annapurna Festival），期间人们载歌载舞，小摊出售风味土产。
每年8月，博克拉的纽瓦丽社区都要庆祝Bagh Jatra节，为纪念除掉一只吃人老虎。
大约同一时间，古荣人庆祝Tamu Dhee(Trahonte)节，人们敲锣打鼓驱赶恶魔。
8月还有母牛节(Gai Jatra)，人们用涂料和花环装饰奶牛，村民表演舞蹈，借此安抚逝去的灵魂。

## 主要景点
- 费瓦湖（飞瓦湖），位于博卡拉的中心，该湖是尼泊尔第2大湖，其水面面积达4.4平方公里，平均深度为8.6米，最深处达19米。费瓦湖中心小岛上的巴拉赫寺是一座二层的印度教寺庙。
- 世界和平塔，位于费瓦湖南岸山顶，由日本佛教徒于2000年修建，塔身四周安放了来自5个不同国家的佛。主塔塔身四面各有一尊佛，造型不同，分别为立、卧、莲花坐等。塔基附近有一个日本和尚的墓，据说是在修建该塔时被反佛教极端分子杀害的。
- 夏克蒂女神庙,是博卡拉重要的标志，力量女神夏克蒂是女性保护神，当地人结婚祭拜不可缺少的一部分。
- 贝格纳斯湖、鲁帕湖、马享德拉溶洞、戴维斯瀑布、色提河峡谷和西藏难民营。[4]

## 友好城市
- 西藏林芝地区（中国）

博卡拉
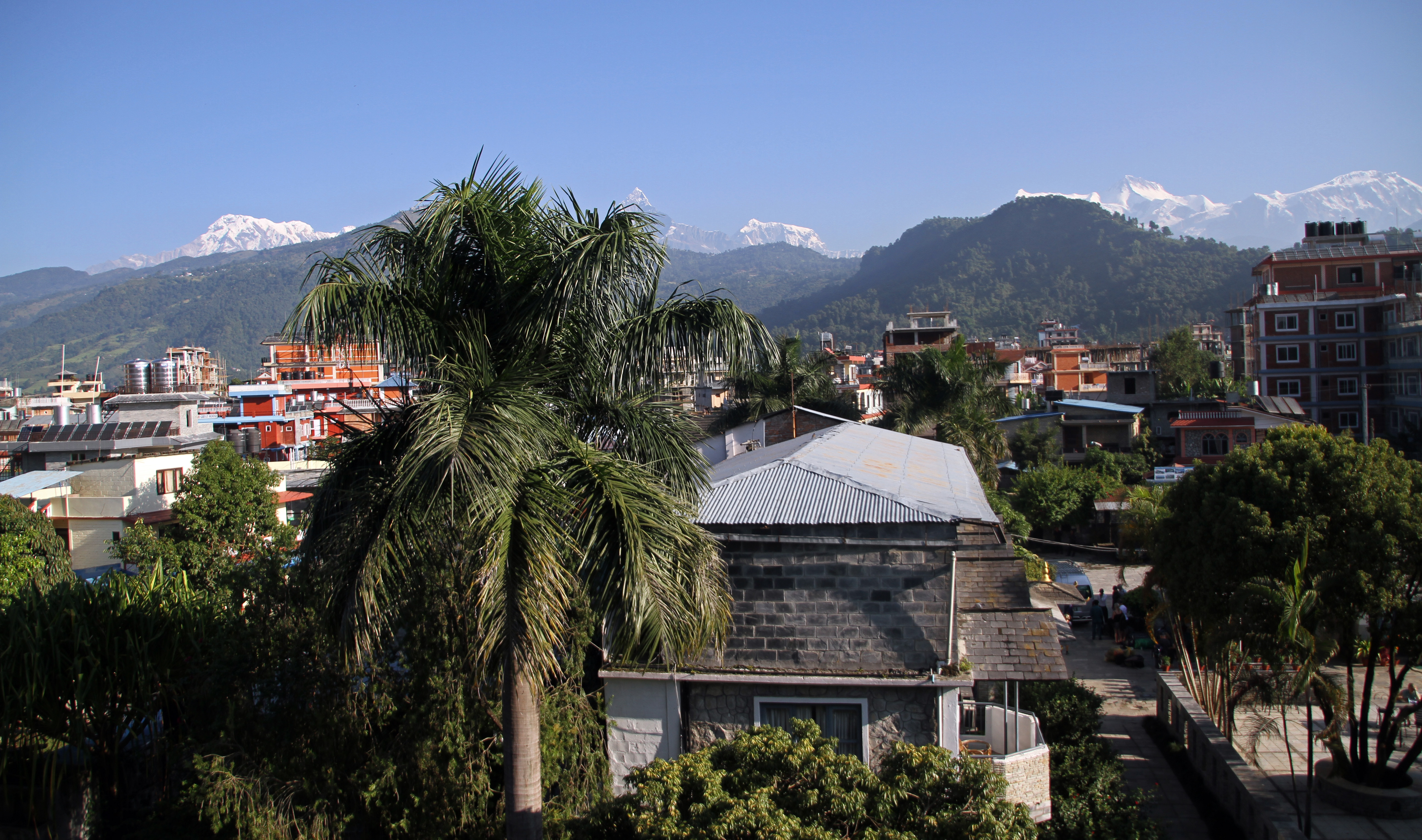
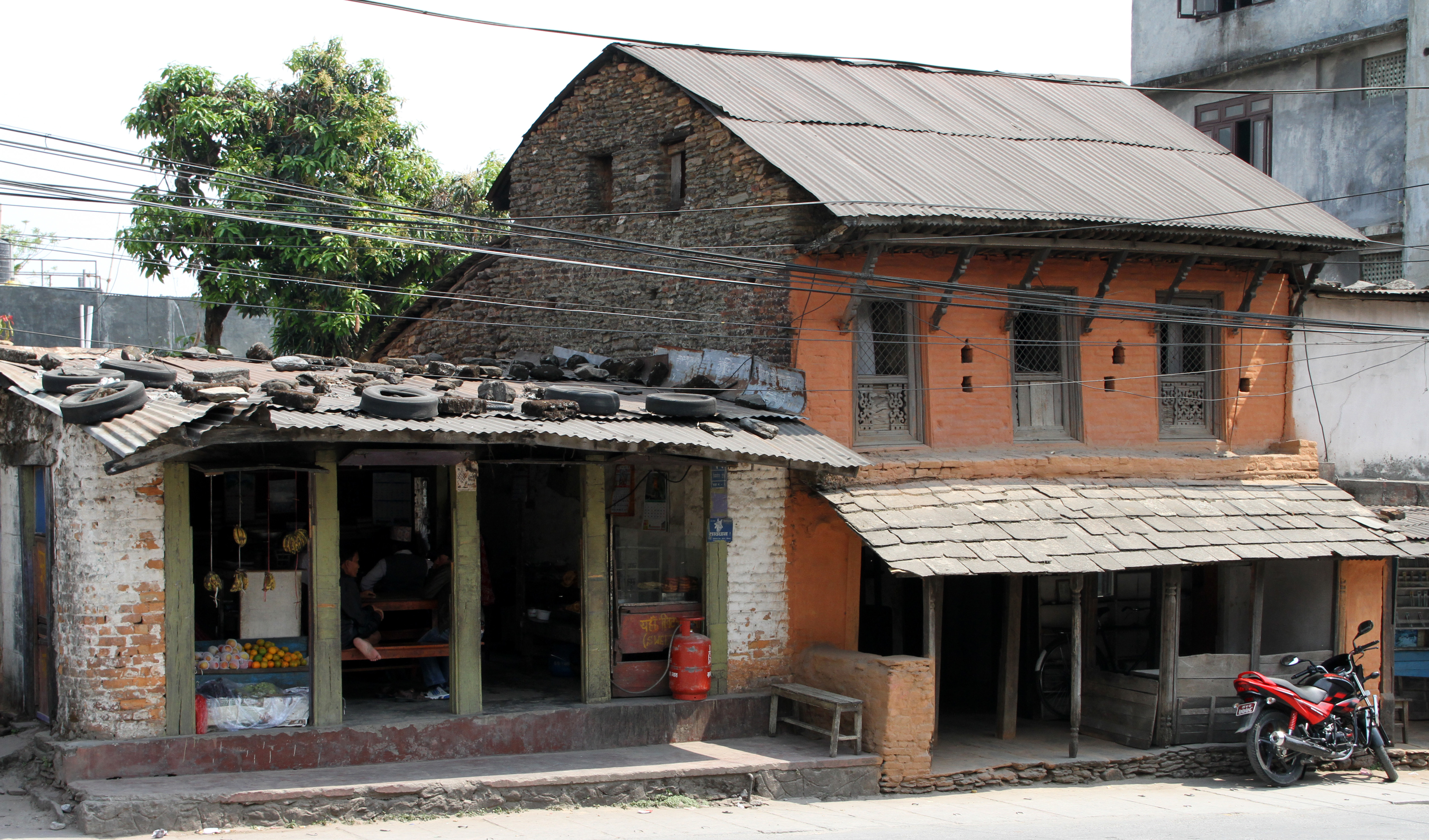
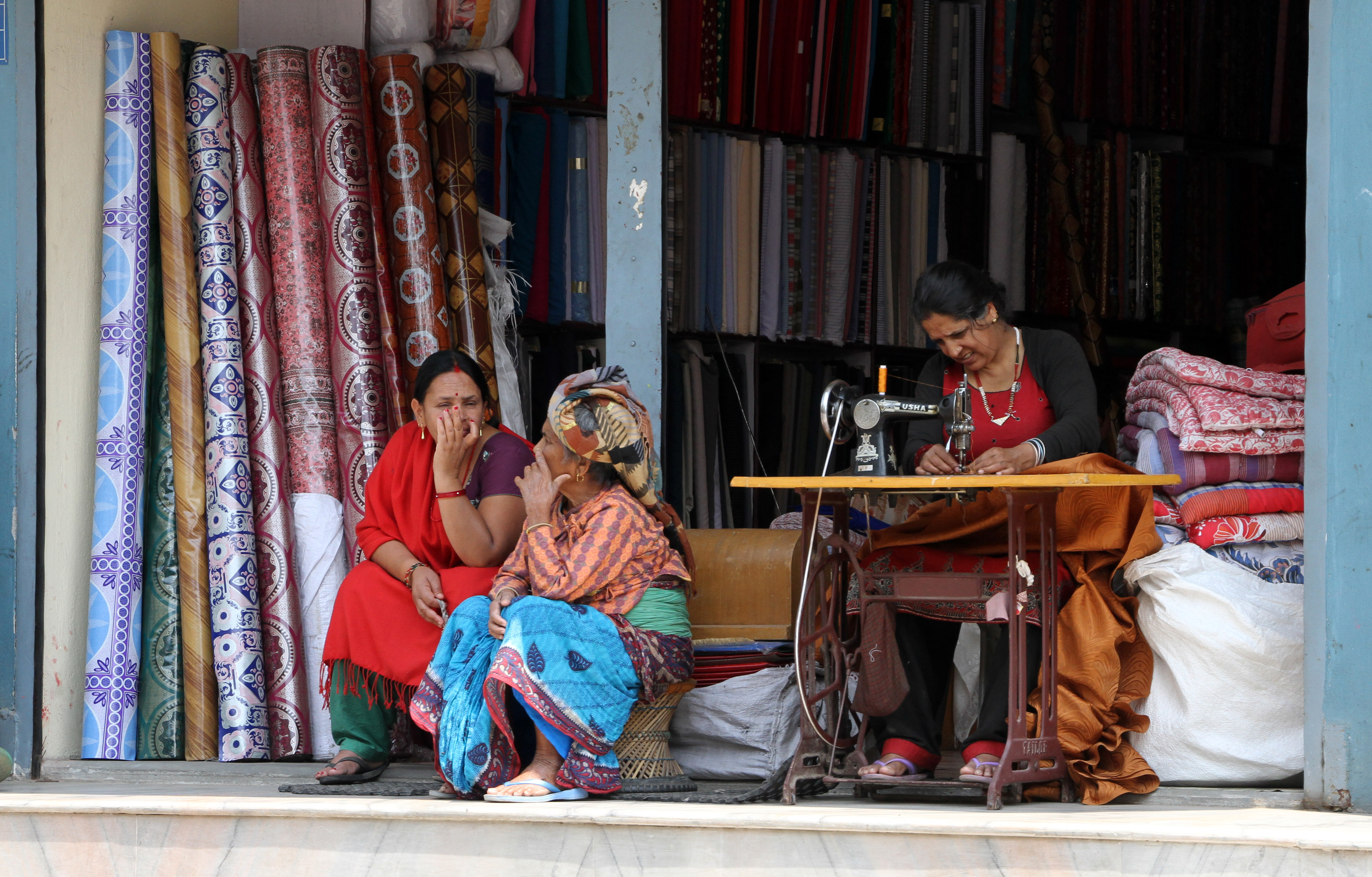
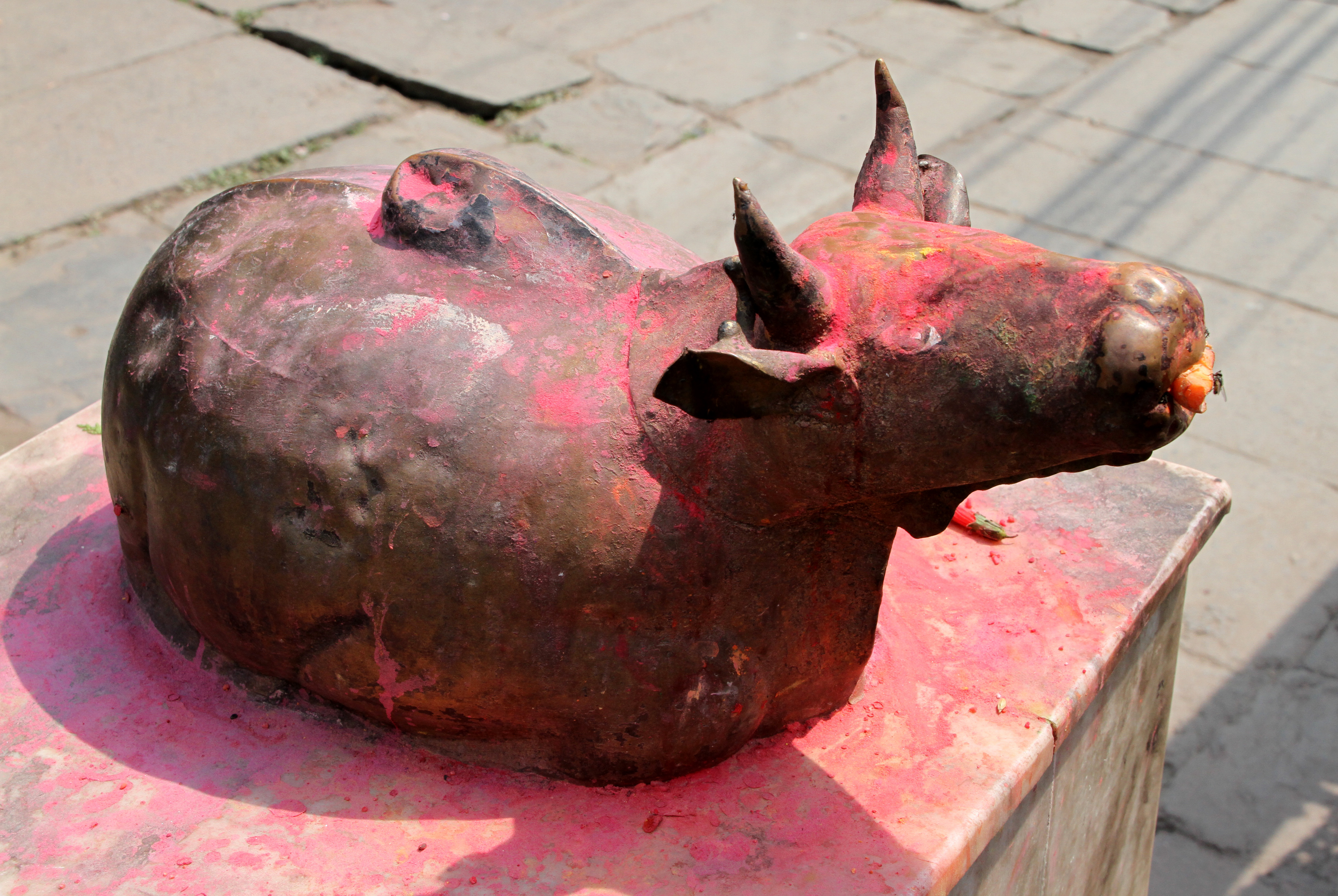
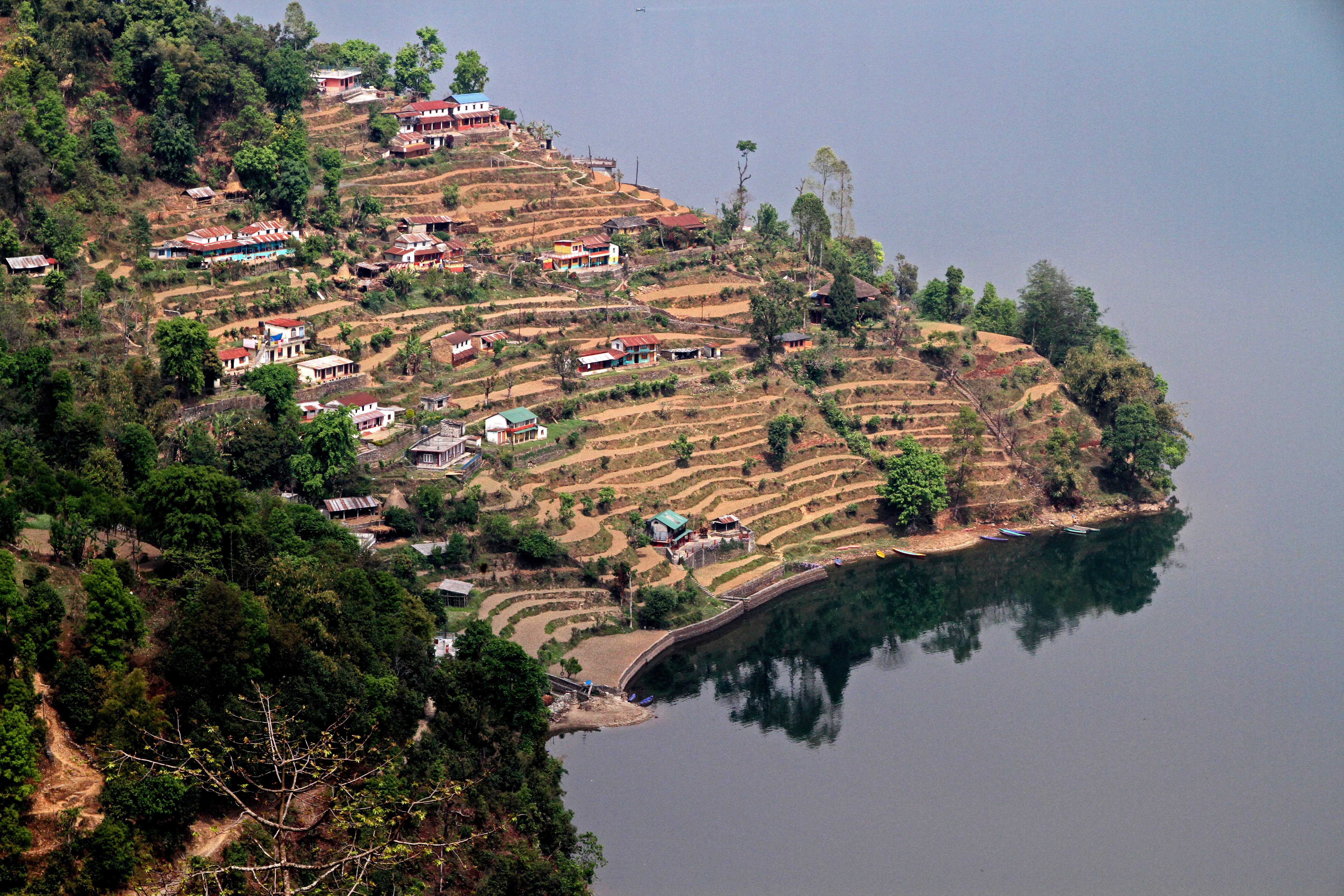
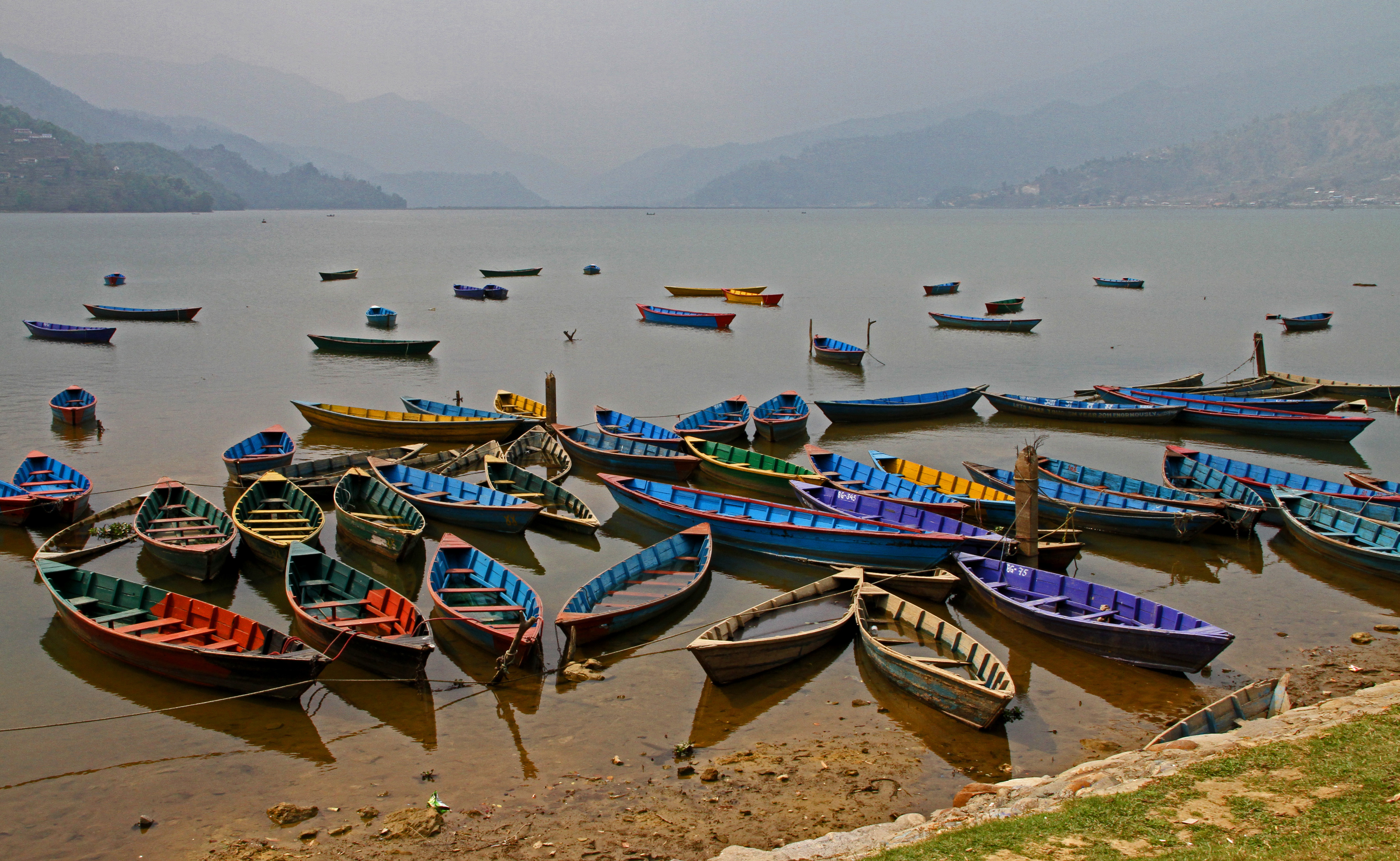
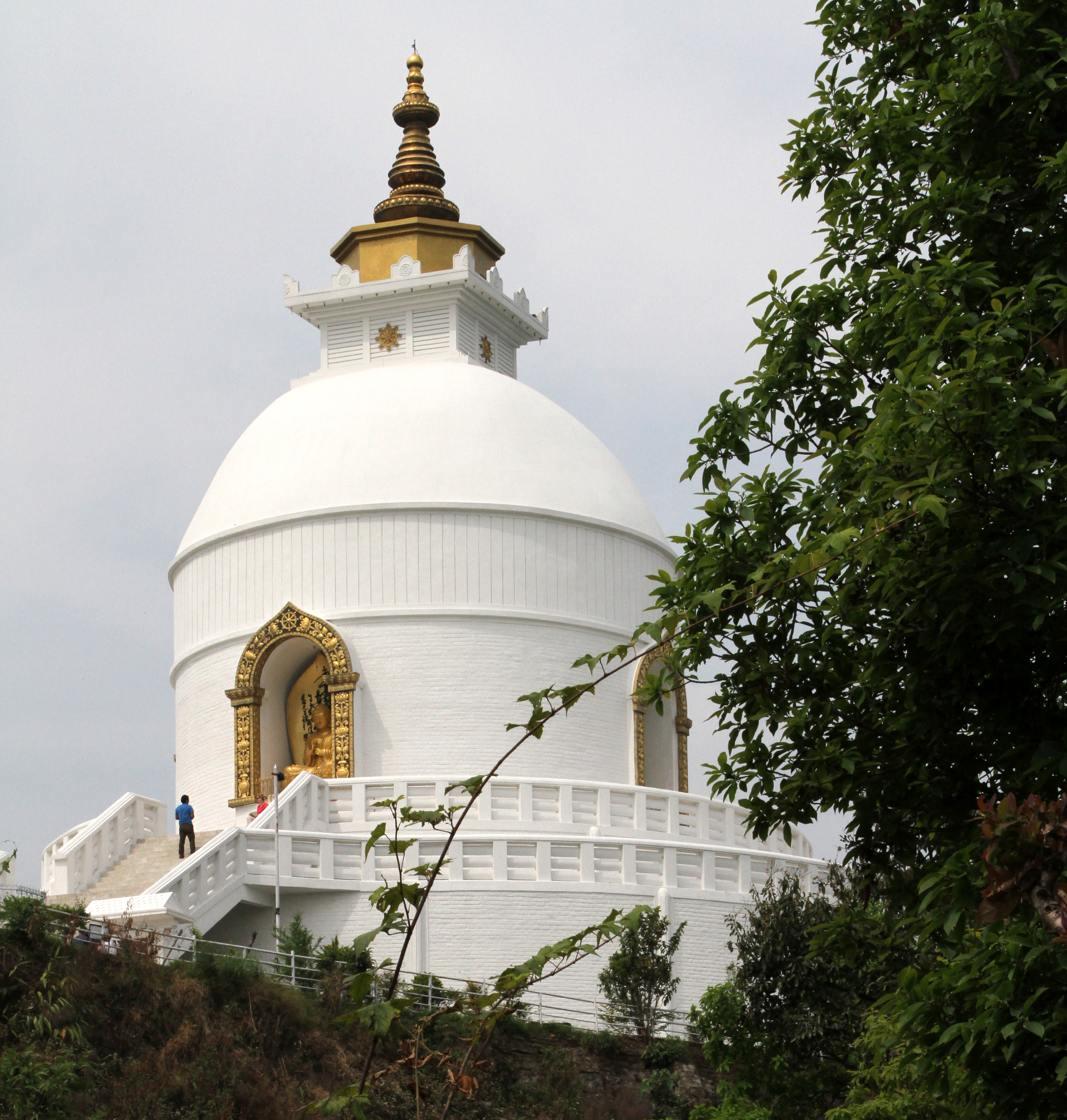
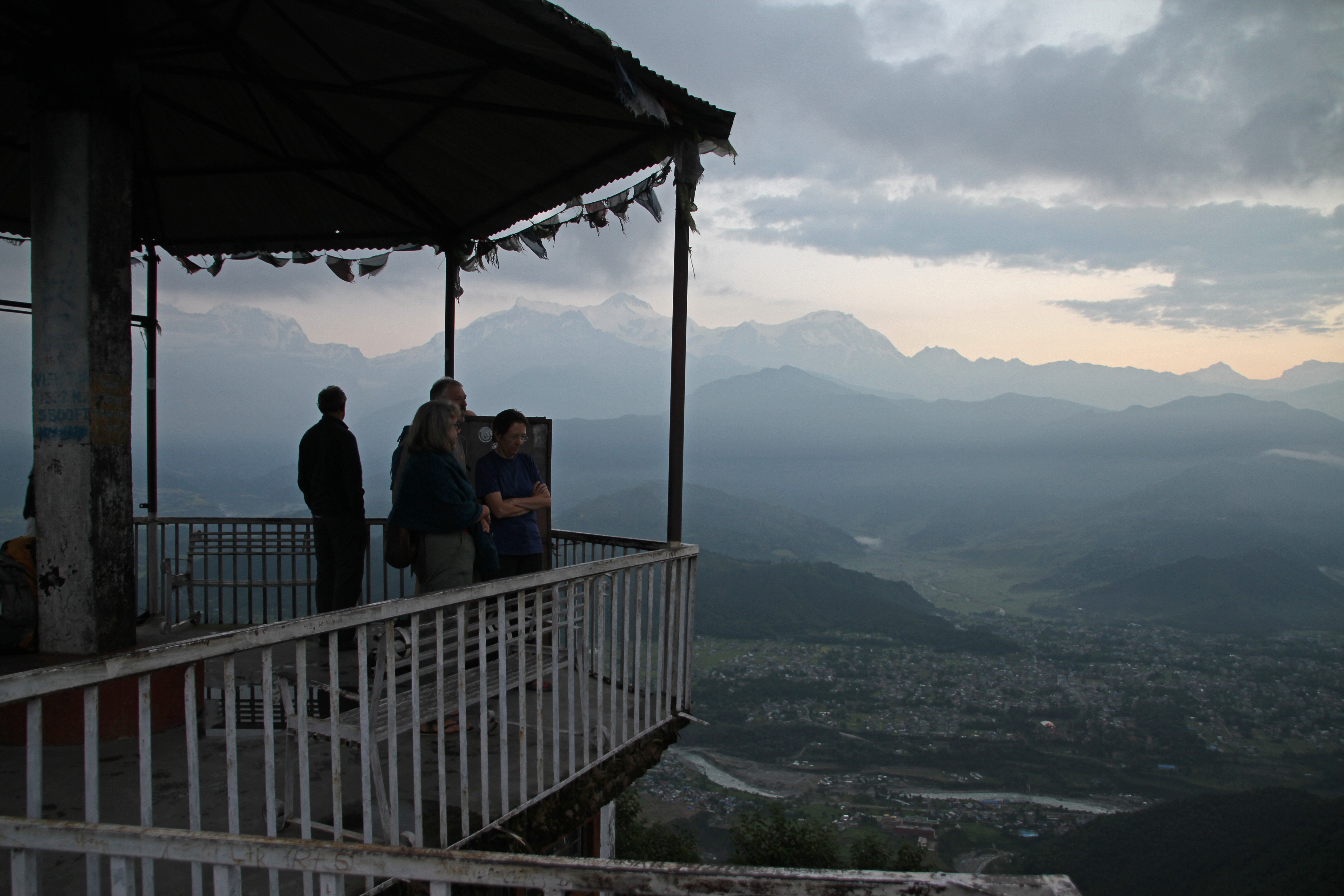